# Chad Haga
Chad Haga (McKinney, 26 agosto 1988) è un ciclista su strada statunitense.
Professionista dal 2011, nel 2018 e nel 2021 è arrivato secondo al campionato nazionale a cronometro, mentre nel 2019 ha vinto l'ultima tappa del Giro d'Italia, una cronometro di 17 km a Verona.

## Palmarès
- 2011

Prologo Mount Hood Cycling Classic (cronometro)
- 2012 (Optum p/b Kelly Benefit Strategies, una vittoria)

Prologo Cascade Classic (cronometro)
- 2013 (Optum p/b Kelly Benefit Strategies, tre vittorie)

1ª tappa Redlands Bicycle Classic (cronometro)
Classifica generale Joe Martin Stage Race
1ª tappa Tour of Elk Grove (Elk Grove Village > Elk Grove Village, cronometro)
- 2019 (Team Sunweb, una vittoria)

21ª tappa Giro d'Italia (Verona > Verona, cronometro)

### Altri successi
- 2018 (Team Sunweb)

2ª tappa Hammer Hong Kong  (Hong Kong, cronosquadre)

## Piazzamenti

### Grandi Giri
- Giro d'Italia

2015: 99º
2016: 78º
2017: 82º
2018: 71º
2019: 105º
2020: 69º
- Tour de France

2018: 72º
2019: 134º
- Vuelta a España

2014: 73º
2016: 76º
2017: 98º
2021: 113º

### Classiche monumento
- Milano-Sanremo

2015: 152º
- Liegi-Bastogne-Liegi

2016: 137º
2018: 104º
- Giro di Lombardia

2015: ritirato
2020: 32º

### Competizioni mondiali
- Campionati del mondo

Toscana 2013 - Cronosquadre: 23º
Ponferrada 2014 - Cronosquadre: 8º
Richmond 2015 - Cronosquadre: 5º
Doha 2016 - Cronosquadre: 7º
Doha 2016 - In linea Elite: ritirato
Innsbruck 2018 - Cronosquadre: 2º
Yorkshire 2019 - Cronometro Elite: 19º
Yorkshire 2019 - In linea Elite: 40º
- Campionati del mondo gravel

Belgio 2024 - Elite: 55º